# Juarros de Riomoros
Juarros de Riomoros ist ein Ort und eine Gemeinde (municipio) mit 45 Einwohnern (Stand: 2024) in der zentralspanischen Provinz Segovia in der Autonomen Region Kastilien-León. 

## Lage und Klima
Juarros de Riomoros liegt in der kastilischen Meseta in ca. 915 m Höhe ungefähr 20 Kilometer (Fahrtstrecke) westlich der Provinzhauptstadt Segovia. Das Klima ist gemäßigt bis warm; Regen (ca. 594 mm/Jahr) fällt mit Ausnahme der trockenen Sommermonate übers Jahr verteilt.

## Bevölkerungsentwicklung
| Jahr      | 1970 | 1981 | 1991 | 2001 | 2011 | 2021 |
| Einwohner | 164  | 124  | 96   | 67   | 65   | 48   |

## Sehenswürdigkeiten

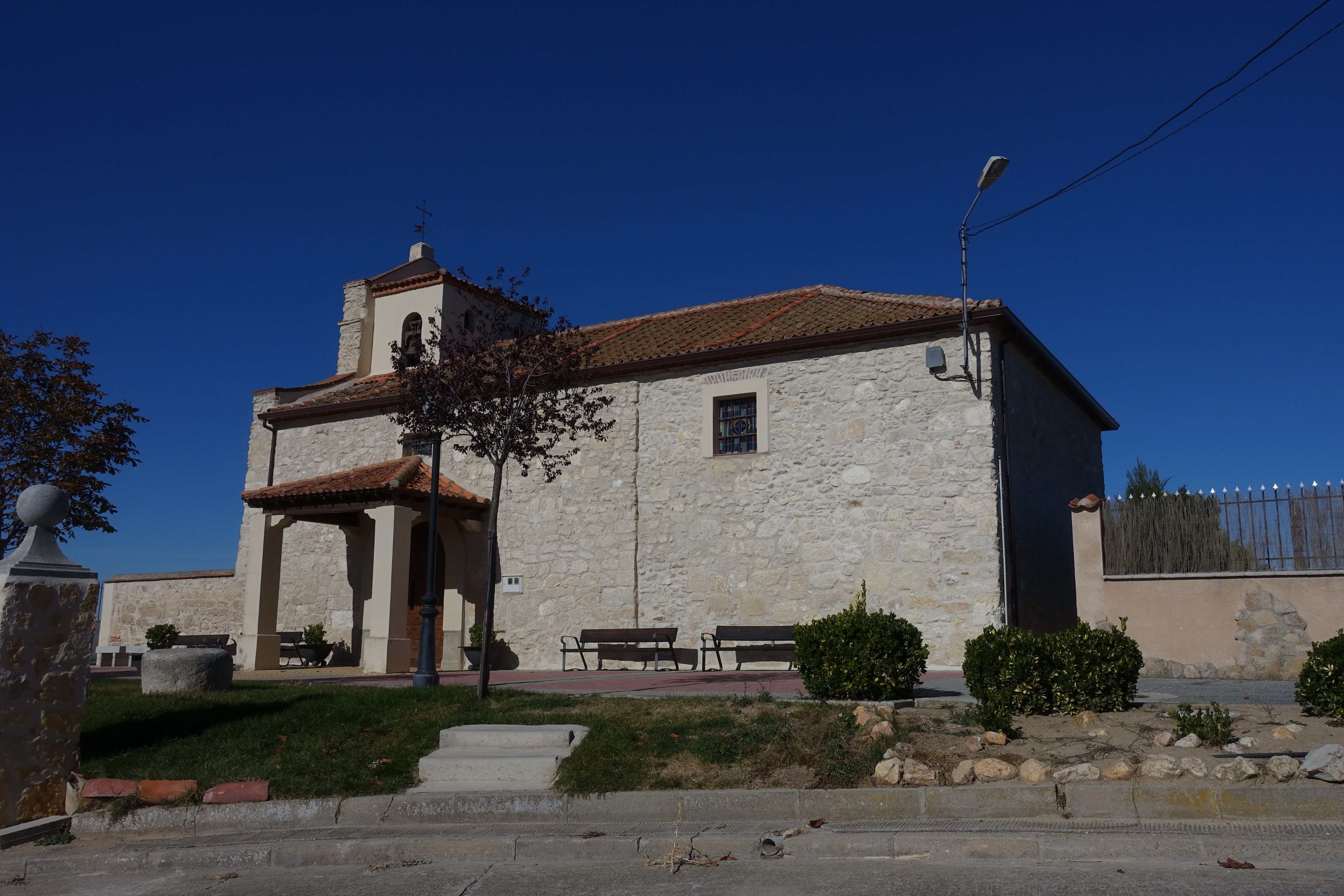
Peterskirche
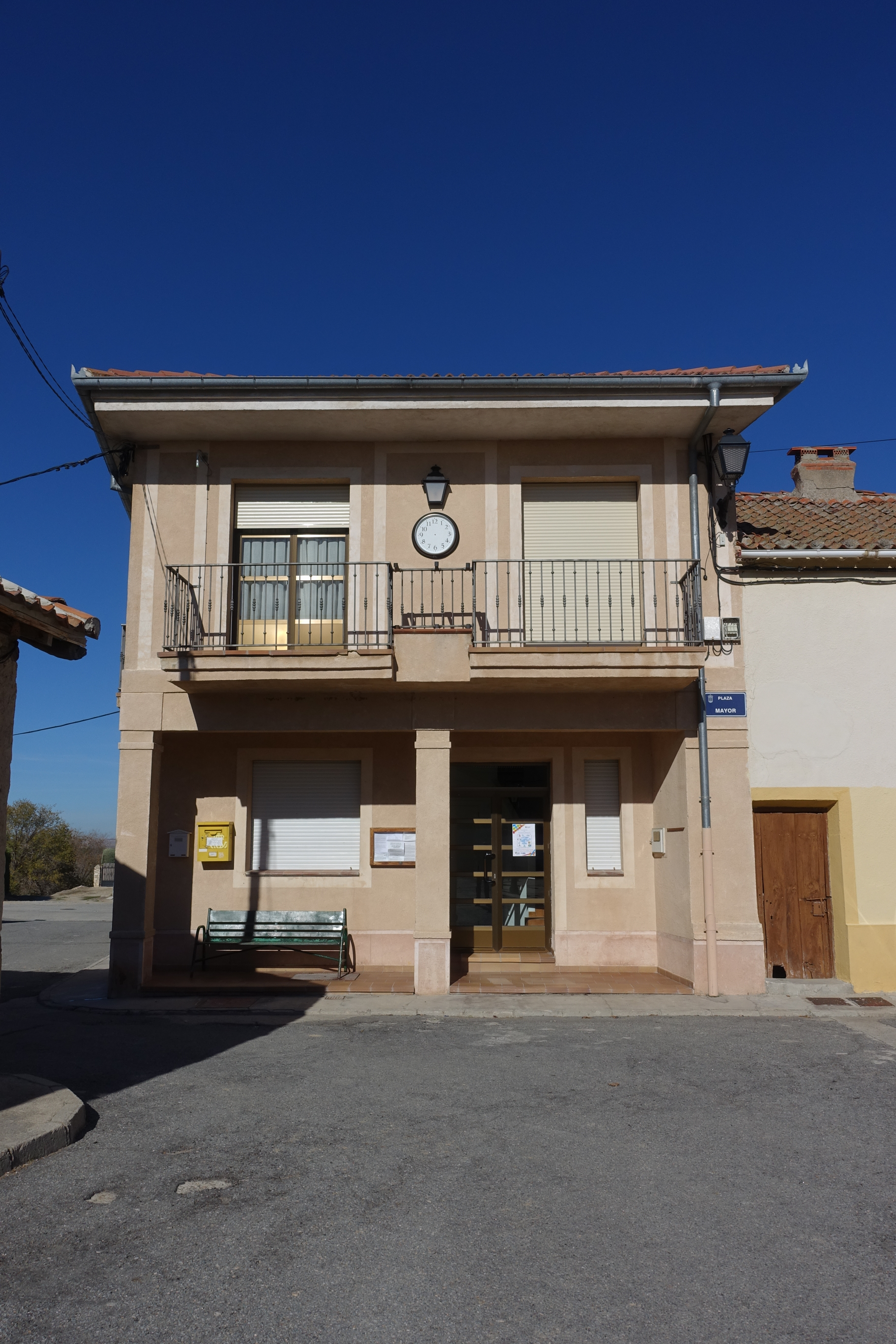
Rathaus

- Peterskirche
- Rathaus